# Valsjön, Gästrikland
Valsjön är en sjö i Gävle kommun i Gästrikland och ingår i Gavleåns huvudavrinningsområde. Sjön har en area på 1,23 kvadratkilometer och ligger 65 meter över havet. Sjön avvattnas av vattendraget Kungsbäcken (Valsjöbäcken).

## Delavrinningsområde
Valsjön ingår i det delavrinningsområde (671781-156492) som SMHI kallar för Utloppet av Valsjön. Medelhöjden är 70 meter över havet och ytan är 8,18 kvadratkilometer. Räknas de 2 avrinningsområdena uppströms in blir den ackumulerade arean 38,48 kvadratkilometer. Kungsbäcken (Valsjöbäcken) som avvattnar avrinningsområdet har biflödesordning 2, vilket innebär att vattnet flödar genom totalt 2 vattendrag innan det når havet efter 20 kilometer. Avrinningsområdet består mestadels av skog (61 procent) och sankmarker (17 procent). Avrinningsområdet har 1,07 kvadratkilometer vattenytor vilket ger det en sjöprocent på 14,2 procent.